# Halas Lajos
Halas Lajos (Abádszalók, 1910. január 30. – Verőce, 1993. július 12.) magyar kommunista politikus, munkásőr tábornok.

## Életpályája
Szülei Halas Tamás (1885–1914) és Fűtő Erzsébet (1888–1961) voltak. Hat elemi osztályt végzett 1922-ben. 1922–1929 között ún. félkonvenciós cselédként, marokszedőként és aratóként dolgozott. 1929–1932 között Budapesten, a Szabó és Kollman cégnél kőművesinas volt. 1930-tól a Magyarországi Építőmunkások Országos Szövetsége (MÉMOSZ) tagja volt. 1935-től az illegális KMP tagja volt. 1935–1941 között a MÉMOSZ újpesti elnöke volt. 1938–1940 között a MÉMOSZ Központi Bizottsága (KB) tagja volt. 1939. nyarán a sztrájkok, bérmozgalmakat szervezett sztrájktörők megtámadása miatt egy hónapi felfüggesztett börtönre ítélték. 
1940–1941 között a MÉMOSZ függetlenített országos titkára volt. 1942. március 15-én részt vett a Magyar Történelmi Emlékbizottság tüntetésének megszervezésében. 1944. március 19. után a fegyveres nemzeti ellenállás tagja, a Magyar Kommunista Párt katonai bizottsága tagjaként, fegyvereket és lőszert szállított az újpesti partizáncsoportnak. 1945 januárjában szovjet hadifogságba esett; a jászberényi gyűjtőtáborból a romániai Foksányba vitték; 1945. őszén tért haza. 
Segédlevele megszerzése után a II. világháború végéig szakmájában dolgozott. 1945-ben a Magyar Kommunista Párt két hónapos, 1948-ban a Magyar Demokrata Párt féléves pártiskolájában tanult. 1945–1948 között az MKP KV Szervezési Osztályának alosztályvezetője valamint a párt Rendező Gárdájának megszervezője és parancsnoka volt. 1949–1951 között a várpalotai 1. lövész hadosztály politikai tisztje és a pártőrség vezetője volt. 1951–1952 között a Honvéd Akadémia parancsnoki tanfolyamán végzett. 1952–1953 között Kiskunfélegyházán a hadosztályparancsnok politikai helyettese volt. 1953–1955 között a Magyar Néphadsereg Vezérkar 8. Csoportfőnökség csoportfőnöke volt 1954-től ezredesi rendfokozatban. 1955–1956 között a Budapesti Hadkiegészítő Parancsnokság vezetője volt.
1957. március 1. és 1962. február 26. között a Munkásőrség országos parancsnoka volt. 1959. december 5. és 1962. november 24. között az MSZMP KB póttagja, 1962. november 24. és 1966. december 3. között tagja volt. 1962–1964 között a 42. sz. Állami Építőipari Vállalat igazgatója volt. 1964-től a Külkereskedelmi Minisztérium tanácsadója volt.
Sírja a Farkasréti temetőben található.

## Művei
- Az R Gárdától a Munkásőrségig. Visszaemlékezések (Élmények és gondolatok. Budapest, Zrínyi Kiadó, 1986)

## Díjai, elismerései
- Magyar Szabadság Érdemrend (ezüst, 1947)
- Kiváló Szolgálatért Érdemérem (1955)
- Szolgálati Érdemérem (1959)
- Munka Érdemrend (1960)
- Szocialista Hazáért Érdemrend (1967)
- Felszabadulási Jubileumi Emlékérem (1970)
- Szocialista Magyarországért Érdemrend (1982)
- Vörös Zászló Érdemrend (1985)